# Suisse aux Jeux paralympiques
La Suisse a participé à toutes les éditions des Jeux paralympiques et remporté 444 médailles au 7 mars 2022.